# Шемякіна Яна Володимирівна
Я́на Володи́мирівна Шемя́кіна (нар. 5 січня 1986, Львів, Українська РСР) — українська фехтувальниця, олімпійська чемпіонка 2012 року. Заслужений майстер спорту України.

## Біографія
Фехтуванням почала займатися в 11 років, після того, як отримала травму на тренуваннях гірськолижників. Представляє товариство «Динамо». Наставник — заслужений тренер України Андрій Орликовський. 2002 року стала переможницею першості світу серед кадетів. Чемпіонка Європи-2004, 2005 серед юніорів. Переможиця в особистому заліку і бронзова призерка у командних змаганнях чемпіонату Європи 2005. У 2007 році стала дворазовою чемпіонкою Всесвітньої універсіади у Бангкоку. Володарка «золота» Універсіади-2009 в Белграді. Бронзова призерка чемпіонату Європи-2009. Вихованка Львівського училища фізичної культури і магістр Львівського державного університету фізичної культури. Хобі — література та прогулянки з ротвейлером Ірмою.
30 липня 2012 року на XXX Олімпійських іграх у Лондоні завоювала золоту медаль, перемігши в додатковий час німкеню Брітту Гайдеманн з рахунком 9:8 (0:0, 3:2, 5:6, 1:0).

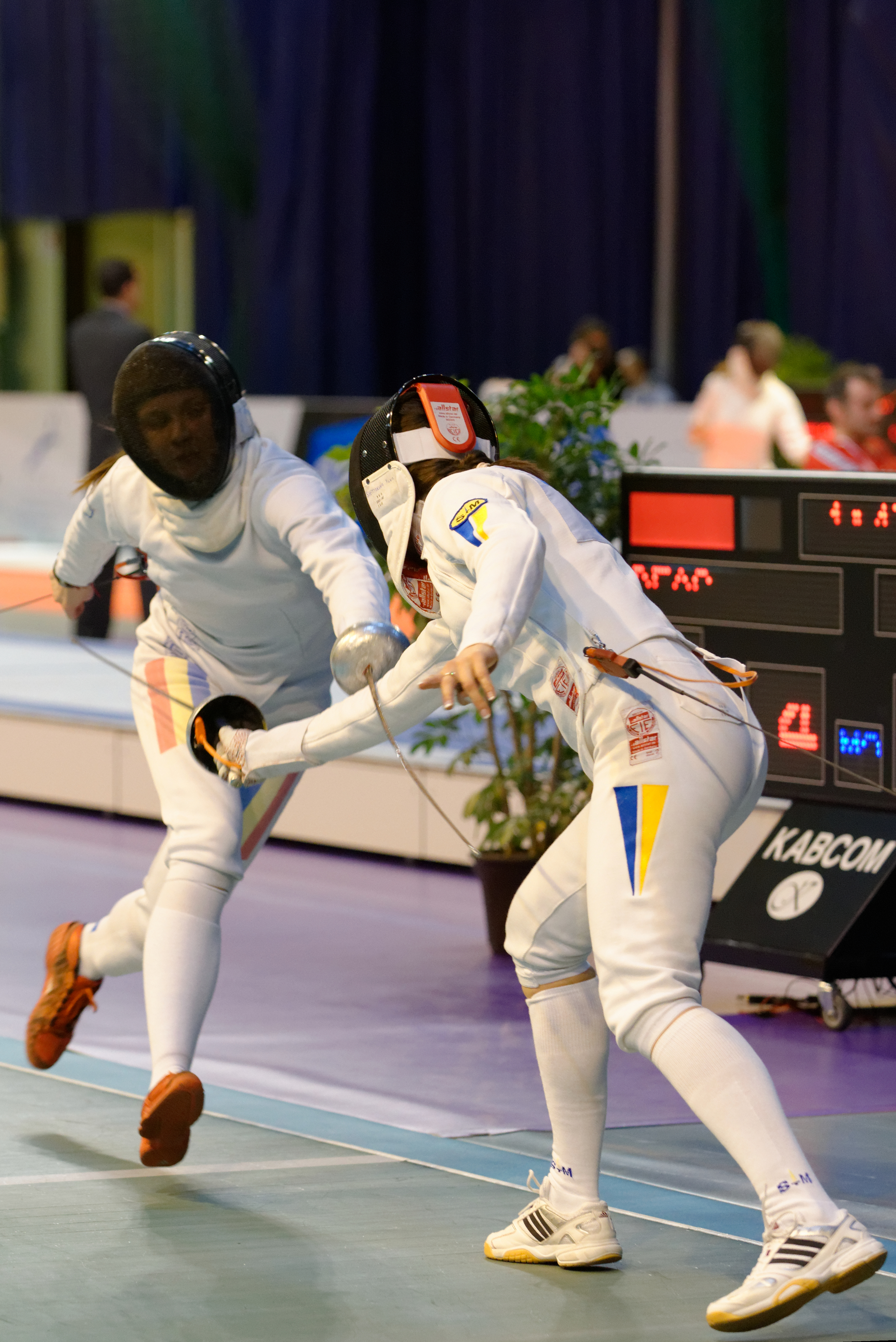
Сімона Поп (ліворуч) та Яна Шемякіна (праворуч) на Кубку світу в Сен-Мор-де-Фоссе (березень 2013)

3 лютого 2013 року Шемякіна здобула золото на міжнародному турнірі серії Гран-прі, який пройшов у Будапешті (Угорщина). У фіналі  здобула перемогу над росіянкою Ганною Сивковою (15:11). Таким чином, станом на лютий 2013 року Яна Шемякіна та Ольга Харлан, яка напередодні перемогла в Гран-прі в Орлеані (Франція), очолили світовий рейтинг Міжнародної федерації фехтування (FIE) у своїх видах зброї.
У червні 2014 року на чемпіонаті Європи була близькою до завоювання медалі, але у чвертьфіналі мінімально поступилася Сімоні Герман (14:15). У командних змаганнях українки завершили змагання також на стадії чвертьфіналу.
20 липня 2014 року виграла бронзову медаль чемпіонат світу в Казані. На шляху до цього досягнення перемогла: мексиканку Алехандру Теран (15:8), українку Олену Кривицьку (15:13), японку Аяку Шімоокаву (8:6) та в'єтнамку Конг Ман Вай (9:8). У півфіналі мінімально поступилася Росселлі Ф'ямінго (12:13), яка у підсумку стала чемпіонкою. Командні змагання українки завершили на дев'ятому місці.
19 липня 2015 року на чемпіонаті світу в Москві здобула найвагоміше командне досягнення. Збірна України у складі: Шемякіна, Кривицька, Пантелєєва, Почкалова виграли бронзові медалі. Українки здолали збірні Казахстану (45:29), Швеції (45:41) та Японії (37:36), але у півфіналі поступилися команді Румунії (24:27). У поєдинку за бронзу перемогли збірну Франції (44:42).
6 липня, на Олімпійських іграх у Ріо-де-Жанейро, захищала звання олімпійської чемпіонки в особистих змаганнях . Після важкої перемоги над американкою Кортні Герлі (14:13), поступилася у другому поєдинку японці Нодзомі Сато (8:11). 11 серпня разом з Оленою Кривицькою, Ксенією Пантелєєвою та Анфісою Почкаловою виступила у командних змаганнях. У першому двобої українки впевнено перемогли господарок змагань, збірну Бразилії (45:32), але у чвертьфіналі програли світовим лідерам, збірній Китаю (34:42). В подальшому українська команда поступилася Південній Кореї (34:45) та Франції (38:45), посівши у підсумку восьме місце із дев'яти учасників.
Після цієї невдачі Яна взяла паузу у спортивній кар'єрі, повернувшись до змагань перед початком сезону 2019 року. На чемпіонаті світу в Будапешті поступилася у першому поєдинку кореянці Лі Хі Ін (11:15). У командних змаганнях була близькою до завоювання медалі. Українки премогли збірні Ізраїлю (45:27), Франції (45:44) та Польщі (45:38), вийшовши у півфінал. Там збірна України поступилася росіянкам (40:42), а у бронзовому фіналі збірній Італії (36:45).
За підсумками олімпійського циклу, збірна України, та Яна Шемякіна зокрема, не зуміли виграти командну ліцензію на Олімпійські ігри в Токіо.
Шемякіна, на відміну від багатьох українських шпажисток які складали основу збірної, вирішила продовжувати кар'єру. На чемпіонаті Європи в Анталії, разом із трьома дебютантками континентальних турнірів: Владою Харьковою, Юлією Свистіль та Інною Бровко, зуміла виграти бронзову медаль у командних змаганнях. Українська команда займала п'ятнадцяте місце у світовому рейтингу та була посіяна під восьмим номером. У першому поєдинку українки здолали збірну Румунії (45:37). У чвертьфіналі змагалися проти найкращої європейської збірної, команди Польщі. Українки лідирували майже всю зустріч, але суперниці зуміли зрівняти рахунок на останніх секундах, що означали визначення переможця на пріоритеті, де сильнішою виявилася українська команда (44:43). У півфіналі поступилися збірній Франції (36:45), але у поєдинку за бронзу зуміли здолати збірну Швейцарії (45:42). Ця медаль стала п'ятою в історії українського жіночого шпажного фехтування та першою з 2005 року, коли Яна Шемякіна також була у складі команди, яка здобула бронзову медаль.

## Медальна статистика
| Дата              | Місце проведення          | Турнір           | Результат |
| ----------------- | ------------------------- | ---------------- | --------- |
| 2 березня 2003    | Катовиці, Польща          | Кубок світу      | Бронза    |
| 27 червня 2005    | Залаегерсег, Угорщина     | Чемпіонат Європи | Золото    |
| 2 лютого 2008     | Люксембург, Люксембург    | Кубок світу      | Срібло    |
| 22 лютого 2008    | Сен-Мор-де-Фоссе, Франція | Гран-прі         | Бронза    |
| 13 березня 2008   | Флорина, Греція           | Кубок світу      | Бронза    |
| 13 липня 2009     | Пловдив, Болгарія         | Чемпіонат Європи | Бронза    |
| 23 лютого 2010    | Доха, Катар               | Гран-прі         | Золото    |
| 20 березня 2010   | Лобня, Росія              | Кубок світу      | Срібло    |
| 14 травня 2010    | Нанкін, Китай             | Гран-прі         | Бронза    |
| 12 лютого 2011    | Доха, Катар               | Кубок світу      | Бронза    |
| 12 березня 2011   | Барселона, Іспанія        | Кубок світу      | Срібло    |
| 7 травня 2011     | Ріо-де-Жанейро, Бразилія  | Кубок світу      | Бронза    |
| 12 червня 2011    | Нанкін, Китай             | Гран-прі         | Золото    |
| 30 липня 2012     | Лондон, Велика Британія   | Олімпійські ігри | Золото    |
| 1 лютого 2013     | Будапешт, Угорщина        | Гран-прі         | Золото    |
| 8 лютого 2014     | Лейпциг, Іспанія          | Кубок світу      | Срібло    |
| 20 липня 2014     | Казань, Росія             | Чемпіонат світу  | Бронза    |
| 14 листопада 2014 | Сюйчжоу, Китай            | Кубок світу      | Бронза    |
| 22 січня 2015     | Барселона, Іспанія        | Кубок світу      | Бронза    |

| Дата            | Місце проведення          | Турнір           | Результат |
| --------------- | ------------------------- | ---------------- | --------- |
| 27 червня 2005  | Залаегерсег, Угорщина     | Чемпіонат Європи | Бронза    |
| 9 лютого 2007   | Рим, Італія               | Гран-прі         | Бронза    |
| 23 лютого 2008  | Сен-Мор-де-Фоссе, Франція | Гран-прі         | Срібло    |
| 11 березня 2012 | Барселона, Іспанія        | Кубок світу      | Срібло    |
| 13 липня 2015   | Москва, Росія             | Чемпіонат світу  | Бронза    |
| 21 червня 2022  | Анталія, Туреччина        | Чемпіонат Європи | Бронза    |

### Виступи на Олімпіадах
| Олімпіада   | Дисципліна                | Стадія | Супротивниця     | Результат | Місце | Стадія  | Супротивниця | Результат | Місце | Стадія     | Супротивниця      | Результат | Місце | Стадія     | Супротивниця | Результат | Місце | Стадія     | Супротивниця          | Результат | Місце | Загальне місце |
| Пекін 2008  | Фехтування шпага особисті | 1 коло | Jimanez (Панама) | 13:15     | 2     | -       | -            | -         | -     | -          | -                 | -         | -     | -          | -            | -         | -     | -          | -                     | -         | -     | 18             |
| Лондон 2012 | Фехтування шпага особисті | 2 коло | Shutova (Росія)  | 15:12     | 1     | 3 коло  | Branza-Popescu (Румунія)             | 14:13     | 1     | 1/4 фін    | Gherman (Румунія) | 15:14     | 1     | 1/2 фін    | Sun (Китай)  | 14:13     | 1     | Фінал      | Heidemann (Німеччина) | 9:8       | 1     | 1              |
| Лондон 2012 | Фехтування шпага команда  | 1 коло | -                | -         | -     | 1/4 фін | Росія        | 34:45     | -     | -          | -                 | -         | -     | -          | -            | -         | -     | за 7 місто | Італія                | 40:45     | 2     | 8              |
| Ріо 2016    | Фехтування шпага особисті | 1 коло | -                | -         | -     | 2 коло  | Hurley (USA) | 14:13     | 1     | 3 коло     | Nokano-Sato (JPN) | 8:11      | 2     | -          | -            | -         | -     | -          | -                     | -         | -     | 13             |
| Ріо 2016    | Фехтування шпага команда  | 1 коло | -                | -         | -     | 1/4 фін | Китай        | 34:42     | 2     | за 7 місто | Франція           | 38:45     | 2     | за 7 місто | Франція      | 38:45     | 2     | за 7 місто | Франція               | 38:45     | 2     | 8              |

## Державні нагороди
- Орден «За заслуги» II ст. (6 березня 2015) — за значний особистий внесок у соціально-економічний, науково-технічний, культурно-освітній розвиток Української держави, вагомі професійні здобутки та самовіддане служіння Українському народові[6]
- Орден «За заслуги» III ст. (15 серпня 2012) — за досягнення високих спортивних результатів на ХХХ літніх Олімпійських іграх у Лондоні, виявлені самовідданість та волю до перемоги, піднесення міжнародного авторитету України[7]
- Орден княгині Ольги III ст. (6 вересня 2007) — за вагомий особистий внесок у розвиток та популяризацію фізичної культури і спорту в Україні, досягнення високих спортивних результатів на XXIV Всесвітній літній Універсіаді 2007 року у м. Бангкок (Таїланд), зміцнення міжнародного авторитету Української держави[8]